# Большие андаманцы
Народности Большого Андамана (хинди अण्डमानी) — собирательный термин, применяемый к группам, или племенам, коренных народностей, проживающих, главным образом, на архипелаге Большой Андаман — основной группе островов относящихся к Андаманским островам. Их коллективная идентичность основывается, главным образом, на их культурном подобии и языковом анализе; языки, на которых разговаривают разные группы, весьма схожи и сформировали одно из двух коренных андаманских языковых семейств.

## Сокращение численности
Ко времени, когда британцы установили своё постоянное поселение и исправительную колонию на Андаманских островах (1860-е), насчитывалось 10 различных территориально расположенных групп, которые сохранялись изолированными на данных островах на протяжении тысяч лет и оставались практически не тронутыми какими-либо внешними факторами. Их количество насчитывало примерно 5000 человек, по материальной культуре они были охотниками-собирателями «каменного века». Однако британское правительство приняло превентивные меры с тем, чтобы усмирить и поглотить племена, вербуя их на работу по поимке сбежавших преступников и даже при том, что численность андаманцев быстро снижалась, вмешательство стало только усиливаться. Туземцы были очень быстро вовлечены во всю жизнь внешнего мира и, за очень короткий период времени, перенеслись из состояния каменного века в эру индустриализации. Переселение индусов с материка на острова усиливало снижение численности андаманцев из-за внесения переселенцами инфекционных болезней, от которых у андаманцев не было иммунитета, а также из-за захвата переселенцами племенных территорий, вырубки лесов под сельхозугодья и браконьерства. К 1901 коренное население уменьшилось до 600 человек. К 1927 году — за 20 лет до Индийской независимости — осталось только 100 выживших. К независимости Индии это количество сократилось до 25 человек
. Через четырнадцать лет со дня независимости, в 1961, осталось только 19 человек. К сегодняшнему дню остается около 50 человек, что всё ещё слишком мало для самоподдерживающегося сообщества. Теперь они живут в резервации на острове Стрейт и языковые и культурные особенности отдельных групп в значительной мере утеряны.
Народности Большого Андамана насчитывали 52 человека в январе 2010, после смерти Боа Ср, старейшей коренной жительницы и последней из известных, кто владел языком Ака-Бо.

## Племенные подразделения

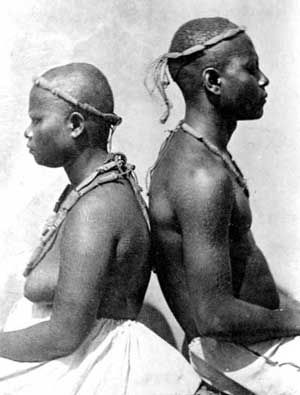
Пара коренных жителей на фотографии 1876 года.

Народности Большого Андамана все вместе весьма отличаются от других коренных Андаманских народов, в первую очередь культурой, географией проживания и языками. Люди, которые изначально жили в южной части Большого Андамана, на Малом Андамане, Среднем Андамане, на острове Северный Сентинел, говорят на языках которые относятся к отдельной семье Андаманских языков, онганские языки.
Десять различных групп были, в основном, распространены на территориях, которые «разделялись географически» на участки, длиной, приблизительно, в 350 км с севера на юг и, самый большой, 50 км в ширину, вдоль всего узкого архипелага Большого Андамана. Эта специфическая география означала, что у каждой группы было, в основном, не более трёх других племён по соседству.
Примерно расположенные с севера на юг, различные народности Большого Андамана были:
- Ака-Кари (народ)
- Ака-Кора (народ)
- Ака-Бо (народ)
- Ака-Джеру (народ)
- Ака-Кеде (народ)
- Ака-Кол (народ)
- Око-Джувой (народ)
- А-Пакиквар (народ)
- Акар-Бале (народ)
- Ака-Беа (народ)